# Thrills and Kills
Thrills and Kills es el tercer álbum de la banda de Ska punk de San Petersburgo, Spitfire. Fue publicado a principios de 2004 por la compañía discográfica ShnurOK (este fue el primer lanzamiento de la discográfica, que se inició a fines de 2003). El álbum fue grabado en el estudio Vielklang, de Alemania.

## Historia
El álbum se inició en el 2002, cuando la banda comenzó a grabar sus nuevas composiciones. El período de trabajo en el álbum Thrills and Kills coincidió con el período en el que los músicos de Spitfire formaban parte de la banda Leningrad. En parte esto provocó que la grabación del disco durara más de lo esperado. A fines de 2003, el álbum ya había sido grabado y estaba listo para ser lanzado a la venta.
El álbum fue dedicado a Mijail Gapak, quien formó parte del grupo durante un corto período (finales de 2001).
Es el primer álbum de la banda que contiene canciones escritas por el trompetista, Román Parygin (“Tanzen”, “Chto takoye”, “Bell”).
Existen cuatro ediciones de este álbum: 1) De una discográfica alemana, Vielklang (que contiene 15 canciones, con formato digipack y un libreto con las letras de las canciones), 2) Una versión simplificada de Vielklang, 3) Versión de la discográfica ShnurOK (14 canciones, digipack, con múltiples folletos), 4) una versión simplificada de ShnurOK (14 canciones). El álbum también fue lanzado a la venta en formato casete.

## Datos de interés
- La canción “Tanzen” fue utilizada en la película Deni Radio.
- El grupo Aniv realizó una versión de la canción “Obivatel” en el álbum Obratnaya Storona Lyubvi (2006).
- El videoclip de la canción “Break the Silence” fue seleccionado como el mejor video en el programa 12 Zlobnij Zriteley en el canal de televisión Mtv-Rusia en marzo de 2004.

## Lista de canciones
1. "Freak" – (Fenómeno) – 2:50
2. "Corny Jokes" – (Chistes cursi) – 2:09
3. "Tanzen" – 3:20
4. "Struck" – (Golpeado) – 3:22
5. "The Game" – (El juego) – 3:37
6. "Sunday Afternoon" – (Tarde de domingo) – 3:46
7. "Обыватель" – Obivatel – (Cuadrado) – 2:34
8. "Весна" – Vesna – (Primavera) (únicamente edición alemana)
9. "Suffering" – (Sufrimiento) – 3:16
10. "Что Такое?" – Chto Takoye – (¿Qué es esto?) – 2:49
11. "Bell" – (campana) – 3:03
12. "Продажная Любовь" – Prodazhnaya Lyuboeb – (Vender amor) - 3:40
13. "Break The Silence" – (Rompa el silencio) – 3:55
14. "I’m Alright" – (Estoy bien) – 4:27
15. "Three Chords" – (Tres acordes) – 6:30